# Angelika Amon
Angelika Amon (ur. 10 stycznia 1967 w Wiedniu, zm. 28 października 2020.) – austriacko-amerykańska biolożka molekularna i cytolożka.
W 1993 otrzymała doktorat Uniwersytetu Wiedeńskiego w Instytucie Patologii Molekularnej pod kierunkiem Kima Nasmytha, a następnie przeniosła się do Whitehead Institute w amerykańskim Cambridge w stanie Massachusetts. Dalej dołączyła do Massachusetts Institute of Technology, gdzie pełną profesurę uzyskała w 2007 roku. W następnym roku otrzymała medal i 25 tys. dolarów amerykańskich nagrody dla młodych naukowców amerykańskiej National Academy of Sciences w dziedzinie biologii molekularnej. W 2017 roku została jedną z wybranych do American Academy of Arts and Sciences.